# 独り相撲
独り相撲（ひとりずもう）は、大道芸である。中世（江戸期）から明治期くらいまでは見られたという。
2人で戦うべき相撲を1人で演じ、滑稽な様で楽しませた。投げを打ったり、土俵際の攻防に観客は歓声を送った。行司まで1人で行った。「独り角力」とも書く。慣用句として使われる「一人相撲」はここから来ている。同様な大道芸に一人芝居がある。多芸多才で知られる願人坊主の一芸であったことが推定されている。